# Тріатлон на літніх Олімпійських іграх 2020
Змаганнях з тріатлону на літніх Олімпійських іграх 2020 у Токіо відбулися 26, 27 і 31 липня 2021 року. В них планували взяти участь 110 спортсменів (по 55 кожної статі). До програми внесено нову дисципліну - естафету змішаних команд.

## Формат
Олімпійський триатлон складається з трьох частин: плавання на 1,5 км, велоперегони на 40 км і забіг на 10 км.
У змішаній естафеті беруть участь команди з чотирьох осіб (двоє чоловіків і дві жінки). Кожен спортсмен долає у форматі естафети по 300 м заплив, 8 км велоперегони і 2 км забіг.

## Розклад
Вказано японський стандартний час (UTC+9).Час проведення будь-якого змагання може бути змінено. 
| Дисципліна       | Дата     | Час початку |
| ---------------- | -------- | ----------- |
| Чоловіки         | 26 Липня | 06:30       |
| Жінки            | 27 липня | 06:30       |
| Змішана естафета | 31 Липня | 07:30       |

## Учасники

### Країни, що беруть участь
- Аргентина  (1)
- Австралія  (6)
- Австрія  (4)
- Азербайджан  (1)
- Бельгія  (4)
- Бермуди  (1)
- Бразилія  (3)
- Канада  (4)
- Чилі  (2)
- Китай  (1)
- Чехія  (2)
- Єгипет  (1)
- Естонія  (1)
- Еквадор  (1)
- Франція  (5)
- Німеччина  (4)
- Велика Британія  (5)
- Угорщина  (4)
- Гонконг  (1)
- Ірландія  (2)
- Ізраїль  (2)
- Італія  (5)
- Японія  (4)
- Люксембург  (1)
- Марокко  (1)
- Мексика  (4)
- Нідерланди  (4)
- Норвегія  (4)
- Нова Зеландія  (4)
- Португалія  (3)
- Олімпійський комітет Росії  (4)
- Румунія  (1)
- Іспанія  (5)
- ПАР  (4)
- Швейцарія  (4)
- Сирія  (1)
- Україна  (1)
- США  (5)

## Медалі

### Таблиця медалей
| Місце               | Країна              | Золото | Срібло | Бронза | Загалом |
| ------------------- | ------------------- | ------ | ------ | ------ | ------- |
| 1                   | Велика Британія     | 1      | 2      | 0      | 3       |
| 2                   | Бермудські Острови  | 1      | 0      | 0      | 1       |
| 2                   | Норвегія            | 1      | 0      | 0      | 1       |
| 4                   | США                 | 0      | 1      | 1      | 2       |
| 5                   | Нова Зеландія       | 0      | 0      | 1      | 1       |
| 5                   | Франція             | 0      | 0      | 1      | 1       |
| Загалом (6 збірних) | Загалом (6 збірних) | 3      | 3      | 3      | 9       |

### Дисципліни
| Дисципліна       | Золото                                                                                | Срібло                                                           | Бронза                                                                 |
| ---------------- | ------------------------------------------------------------------------------------- | ---------------------------------------------------------------- | ---------------------------------------------------------------------- |
| чоловіки         | Крістіан Блюменфельд (NOR)                                                            | Алекс Ї (GBR)                                                    | Гейден Вайлд (NZL)                                                     |
| жінки            | Флора Даффі (BER)                                                                     | Джорджия Тейлор-Браун (GBR)                                      | Кеті Зеферес (USA)                                                     |
| змішана естафета | Велика Британія (GBR) Джессіка Лермонт Джонатан Браунлі Джорджія Тейлор-Браун Алекс Ї | США (USA) Кеті Зеферес Кевін Макдавелл Тейлор Нібб Морґан Пірсон | Франція (FRA) Леоні Перьйо Доріан Коннінкс Кассандра Богран Венсан Луї |